# جکسون‌ها: نسل بعدی
جکسون‌ها: نسل بعدی (انگلیسی: The Jacksons: Next Generation) یک مجموعه تلویزیونی واقعیت آمریکایی است که اعضای گروه تیری تی و دیگر اعضای خانواده جکسون در آن بازی می‌کنند و از ۲ اکتبر تا ۶ نوامبر ۲۰۱۵ در کانال آمریکایی لایف‌تایم پخش شد.

## پس‌زمینه
اجرا از دهه ۱۹۸۰ پسران تیتو جکسون، تاج، تاریل و تی‌جی، معروف به گروه موسیقی تیری تی، در دهه ۱۹۹۰ با فروش بیش از سه میلیون نسخه از اولین آلبوم خود، برادری و تور در اروپا در اوایل سال ۱۹۹۷، موفقیت قابل توجهی کسب کردند. در ۳ آگوست ۲۰۱۵، لایف‌تایم اعلام کرد که سفارش ساخت سریال مستندی را داده که این سه برادر را در حین کار دنبال می‌کند تا حرفه خود را شروع کنند، قصد دارند آلبوم جدیدی ضبط کنند و «به‌عنوان مردان خانواده سنتی زندگی کنند و در عین حال به فشارها و خواسته‌های پیش رو ادامه دهند»، با نام خانوادگی خود روبه‌روی شایعات و کلاهبردارانی هستند که همگی خواهان بخشی از هر چیزی و هر کسی هستند که به میراث خانواده مربوط باشد. ما به‌عنوان یک خانواده هستیم و از نام تجاری «جکسون» فراتر می‌رویم و نشان می‌دهیم که افراد واقعی پشت آن برند هستند. تاریل جکسون اضافه کرد: «همچنین راهی برای انجام کاری پیدا می‌کنیم، جایی که تمرکز فقط ما نیست، بلکه آنچه این است که ما انجام می‌دهیم. اگر ما در حال ایجاد یک آلبوم هستیم، چگونه آن را در مورد موسیقی و نه در مورد برادرزاده‌های مایکل جکسون بسازیم؟» تاج جکسون می‌خواست از این سریال برای مقابله با شایعات و باورهای غلط در مورد خانواده‌اش استفاده کند. «ما یک خانواده هستیم، اما در عین حال، با رسانه‌های اجتماعی، اگر به موارد خاصی توجه نکنید، مردم فکر می‌کنند که درست است و مردم به انتشار آن دروغ‌ها و شایعات ادامه می‌دهند. من دیده‌ام که مردم مطالبی را در تابلوهای پیام نقل‌قول می‌کنند اما کاملاً نادرست است. و سپس شخص دیگری آن را برمی‌دارد و شروع به نقل‌قول می‌کند و این یکی از آن چیزهایی است که ما باید آن را در جوانی بیاموزیم.» بنا به گزارش، دو تن از فرزندان مایکل پس از اینکه پسر عمویشان تی‌جی به آن‌ها گفت که قصد انجام چه کاری را دارند، خواستند در برنامه حضور داشته باشند.

## قسمت‌ها
| قسمت | نام               | پخش اصلی      |
| --- | ----------------- | ------------- |
| ۲ اکتبر ۲۰۱۵ |                   |               |
| عضوی از خانوادۀ افسانه‌ای جکسون بودن یک نعمت و یک نفرین است. پسران تیتو، تاج، تاریل و تی‌جی جکسون، برای مدیریت زندگی روزمره، مشاغل و خانواده‌های خود تحت توجه دائمی نام خانوادگی معروف خود تلاش می‌کنند. اکنون، آن‌ها آماده‌اند تا جنبه‌ی خود را در مورد معنای واقعی جکسون بودن بگویند. |                   |               |
| ۲–۱ | «بازگشت به آینده» | ۹ اکتبر ۲۰۱۵  |
| با کمک دوست دوران کودکی کیم کارداشیان، تاج، تاریل و تی‌جی دوباره با میراث از دست رفته خانوادگی خود متحد می‌شوند. برادران پس از سفر، یک سنت خانوادگی قدیمی را تجدید می‌کنند و برای همه پسرعموهای جکسون یک سفر کمپینگ برنامه‌ریزی می‌کنند. با این حال، با تمام تعهدات دیگر خود، مطمئن نیستند که آیا می‌توانند آن را کنار هم بگذارند یا نه. در همین حال، تی‌جی و فرانسیس سالگرد خود را جشن می‌گیرند و او در حالی که رابطه تاریل با همسرش در حال از بین رفتن است، تمام مراحل را کنار می‌گذارد. |                   |               |
| ۳–۱ | «پر از غافل‌گیری»  | ۱۶ اکتبر ۲۰۱۵ |
| خانواده سعی می‌کنند روی زنی به نام تانای جکسون که ادعا می‌کنند خواهرشان است آزمایش DNA انجام دهند. |                   |               |
| ۴–۱ | «مادر همه تقلب‌ها» | ۲۳ اکتبر ۲۰۱۵ |
| تاریل، تاج و تی‌جی بالاخره آماده‌اند تا با مرگ مادرشان کنار بیایند و به لاس وگاس سفر کنند تا با پدرشان، تیتو آهنگی ضبط کنند. |                   |               |
| ۵–۱ | «حالا یا هرگز»    | ۳۰ اکتبر ۲۰۱۵ |
| تاریل، تاج و تی‌جی هنوز از استرس مرگ عموی خود مایکل رنج می‌برند و زمان کافی برای تمرین کنسرت در هلند ندارند. |                   |               |
| ۶–۱ | «بهای شهرت»       | ۶ نوامبر ۲۰۱۵ |
| تنش‌ها در حال افزایش است زیرا تی‌جی و تاریل در حال تصمیم‌گیری درباره سرنوشت روابط خود با عزیزان‌شان هستند. |                   |               |